# 中島早貴
中島 早貴（なかじま さき、1994年2月5日 - ）は、日本の女優、歌手、元アイドルであり、℃-uteの全活動期（2005年 - 2017年）、ガーディアンズ4のメンバーである。愛称は、なっきぃ、中さん。℃-uteでのイメージカラーはブルー。
埼玉県出身。血液型O型。身長156 cm。アップフロントクリエイト所属。現在芸能活動を休止中。

## 略歴
2004年以前
- 従姉妹と姉が応募したことをきっかけとして、ハロー!プロジェクト・キッズ オーディションに応募し、2002年6月30日、同オーディションに合格。

2005年
- 6月11日、ハロー!プロジェクト・キッズの7名による℃-ute（キュート）結成に伴い、以後は主として℃-uteのメンバーとして活動する。

2007年
- 9月12日、アテナ&ロビケロッツメンバーに選出。

2009年
- 4月3日、ガーディアンズ4メンバーに選出。

2010年
- 11月16日、GREEにて℃-uteオフィシャルブログを開設。同日オフィシャルソロブログも開設（2012年7月11日休止）。

2011年
- 2月6日、P★Leagueのスペシャルサポーターに就任。
- 7月15日、アメーバブログにてオフィシャルソロブログを開設（2012年7月11日休止、2017年8月25日再開）。

2012年
- 7月20日、ダンスユニット『DIY♡』メンバーに選出。

2014年
- 12月17日、『秩父いちごOh！園（応援）アンバサダー』に就任。

2015年
- 8月6日、『秩父観光農業Oh！園（応援）アンバサダー』に昇格。

2017年
- 6月12日、さいたまスーパーアリーナでの℃-ute解散公演を以て、ハロー!プロジェクトを卒業。
- 6月13日、Instagramを開始。
- 9月24日、P★Leagueのサポーターを卒業。

2018年
- 1月12日、アップアップガールズ（仮）の森咲樹とともに『GOTO Satoumiアンバサダー』に就任。

2019年
- 1月4日、Twitterを開始。

2021年
- 10月14日、語学と環境問題の勉強を目的とした海外留学とその準備のため、2021年12月末をもって芸能活動を一時休止することを発表。

2022年
- 10月10日、YouTubeチャンネル『Hello!留学チャンネル 〜Study Abroad〜』にて留学や海外生活のリアルを伝える動画を配信開始。

2023年
- 1月1日、所属事務所をジェイピィールームからアップフロントクリエイトへ移籍。

## 人物
- 姉と妹がいる[注 1]。
- ハロプロキッズに合格した当初のニックネームは、「なかさきちゃん」であったが、徐々に「なかさん」「なっきぃ」へと変化していった[17]。
- 好きな食べ物はみかんで1日3個は必ず食べる[18]。
- 2014年より『秩父いちごOh!園（応援）アンバサダー』を務め、さらに2015年8月からは『秩父観光農業Oh!園（応援）アンバサダー』に昇格、秩父地域の観光農業応援プロジェクト活動に力を入れている[19]。
- 実家は農家で、野菜ソムリエの資格を所持している[20][21]。

## 作品
ハロー!プロジェクトおよび各所属ユニット（℃-ute、プッチモニV、ガーディアンズ4）での作品はそれぞれの項目を参照。

### 配信シングル
- 私に帰れる町（2017年12月15日、UP-FRONT WORKS）[22][23]

### 映像作品
- “中島早貴ファーストソロ写真集「NACKY」”メイキングDVD 〜特別編集版〜（2010年2月10日、UP-FRONT WORKS）[24]
- 陽だまり（2011年2月4日、UP-FRONT WORKS）[25]
- “中島早貴 写真集「W Saki」”メイキングDVD 〜特別編集版〜（2011年9月14日、UP-FRONT WORKS）[26]
- Saki Style（2013年2月27日、zetima）[27]
- Bloom（2013年10月26日、UP-FRONT WORKS）[28]
- “中島早貴 写真集「N20」”メイキングDVD〜特別編集版〜（2014年3月5日、UP-FRONT WORKS）[29]

## 出演
℃-ute、ハロー!プロジェクト全体、ハロー!プロジェクト・キッズ全体での活動についてはそれぞれの項目を参照。

### テレビ
- 第54回NHK紅白歌合戦（2003年12月31日、NHK） - 松浦亜弥「ね〜え?」のバックダンサーとして
- あいまいナ!（2010年10月 - 2011年4月、TBS） - セミレギュラー
- ボウリング革命 P★League（2011年2月6日 - 2017年9月24日、BS日テレ） - P★リーグサポーター
- ハロー!SATOYAMAライフ（2012年6月 - 2013年12月、テレビ東京）
- ふるさとの夢（2017年1月22日 - 、TBSテレビ） - 矢島舞美と2人でMCを務める[30]

### テレビドラマ
- 数学♥女子学園 （2012年1月11日 - 3月28日、日本テレビ） - 駒場聡子 役
- 釣り刑事6（2015年5月18日、TBS系） - 城下香那美 役
  - 釣り刑事7（2016年8月1日、TBS系） - 城下香那美 役
- SICKS〜みんながみんな、何かの病気〜（2015年10月 - 12月、テレビ東京） - 同人誌作家・リコ 役[31]
- Re:フォロワー（2019年10月 - 12月、ABCテレビ・テレビ朝日） - 桑田晴美 役[32][33]
- 寺西一浩ドラマ〜人生いろいろ〜（2021年7月9日 - 、TOKYO MX）[34]

### ラジオ
- FIVE STARS（2009年10月6日 - 2011年9月27日 、InterFM） - 火曜日担当
- 中島早貴のキュートな時間（2012年1月1日 - 2021年12月25日、ラジオ日本）[35]
- HELLO! DRIVE! -ハロドラ- 水曜レギュラー（2017年10月 - 2019年6月、Radio NEO(東海エリア：周波数79.5MHz)）[36]
- ハロー!プロジェクトOGのMBSヤングタウン（2020年2月1日、MBSラジオ） - 飯窪春菜・工藤遥・宮崎由加と共演[37]

### インターネット
- 第22回ハロプロビデオチャット（2005年8月18日、ハロー!プロジェクト on フレッツ）
- To be（2011年8月 - 9月、フジテレビ無料動画サイト見参楽）
- FC町田ゼルビアをつくろう〜ゼルつく〜#34#35（2020年10月16日、ABEMA） - ナレーション[38]
- 矢口真里の火曜The NIGHT（2021年10月19日・11月16日・12月7日、ABEMA） - 代理MC
- Hello!留学チャンネル 〜Study Abroad〜（2022年10月10日 - 、YouTube）[16] - 森戸知沙希と共演

### 映画
- 仔犬ダンの物語（2002年12月14日、東映） - 星野ちより 役
- ほんとうにあった怖い話3D（2010年10月16日、パル企画） - 甲斐田加奈子 役
- 王様ゲーム（2011年12月17日、BS-TBS） - 上田佳奈 役[39]
- ゾンビデオ（2012年12月29日、キングレコード） - カナブン 役

### 舞台・ミュージカル
- 散歩道楽特別公演「ロマンチックにヨロシク」（2009年12月2日 - 6日、あうるすぽっと）
- BS-TBS開局10周年企画「ファッショナブル」（2010年6月11日 - 20日、東京・ル・テアトル銀座 / 25日 - 27日、大阪・イオン化粧品シアターBRAVA!）
- 大人の麦茶第十八杯目公演「1974(イクナヨ)」（2011年12月14日 - 18日、紀伊國屋サザンシアター）[40]
- 散歩道楽特別公演vol.2 「ストロンガー」（2012年3月14日 - 20日、俳優座劇場）[41]
- 朗読劇「ユンカース・カム・ヒア」（2012年7月4日 - 8日、ル・テアトル銀座）[42] - 麻生瞳 役（アップアップガールズ（仮）の仙石みなみとのダブルキャスト）[43]
- 劇団ゲキハロ第12回公演「キャッツ♥アイ」（2012年9月22日 - 30日、東京・サンシャイン劇場 / 10月13日・14日、大阪・イオン化粧品シアターBRAVA!） - チコ 役
- BS-TBS収穫祭「朗読劇」（2012年11月17日、東京・青山円形劇場）
- 全労済ホール/スペース・ゼロ提携公演舞台｢JKニンジャガールズ｣（2017年2月23日 - 3月4日、全労済ホールスペース・ゼロ） - メリー教官 役（2月28日・3月1日のみのゲスト出演）
- 演劇女子部「夢見るテレビジョン」（2017年10月5日 - 15日、全労済ホールスペース・ゼロ）[44]
- シベリア少女鉄道Vol.29「残雪の轍/キャンディポップベリージャム」（2017年12月7日 - 11日、サンシャイン劇場） - すみれ 役
- エン*ゲキ#03「ザ・池田屋!」（2018年4月20日 - 30日、紀伊國屋ホール / 5月12日・13日、ABCホール / 全20公演）[45] - おつね 役
- 陣内の門〜1st ACT〜（2018年6月8日 - 17日、紀伊國屋サザンシアター TAKASHIMAYA / 21日、エル・シアター / 24日、越前市いまだて芸術館 / 25日、北國新聞赤羽ホール / 27日、西鉄ホール / 7月1日、名寄市民文化センターEN-RAYホール / 2日、札幌市教育文化会館・大ホール / 6日、中川文化小劇場 / 全23公演）[46]
- LADY OUT LAW!（2018年9月17日、品川プリンスホテル クラブeX） - 日替わりスペシャルゲスト
- 愛と青春キップ（2018年10月25日 - 11月11日、オルタナティブシアター、23公演 / 17日・18日、京都劇場、3公演 / 全26公演）[47]
- ジーザス・クライスト・レディオスター（2018年12月12日 - 24日、紀伊國屋ホール、全16公演）[48]
- 悪魔と天使（2019年1月19 - 2月3日、KAAT神奈川芸術劇場〈ホール〉、12公演 / 2月9日 ・10日、梅田芸術劇場メインホール、３公演 / 3月1日 - 3日 御園座　4公演 / 全19公演）
- ちょっと今から仕事やめてくる（2019年6月13日 - 23日、CBGKシブゲキ!!） - 五十嵐 役[49]
- King LEAR & MACBETH 2021 リア王（2021年8月8日‐13日、ニッショーホール） - コーディリア 役
- 本日も休診（2021年11月12日 - 28日、明治座） - 香織 役（能條愛未とのダブルキャスト）

### イベント
- こども夢知遊博ステージーショー「熱っちぃ地球を冷ますんだっ。地球温暖化を楽しく学べるショートドラマ」（2005年7月27日・28日、日本橋三越本店・本館・屋上ステージ）
- 2nd写真集『W Saki』発売記念イベント（2011年8月4日、福家書店新宿サブナード店）[50]
- 遊ぶ。暮らす。育てる。SATOYAMA & SATOUMIへ行こう 2018（2018年3月31日・4月1日、パシフィコ横浜） - MCなど[51]
- 矢島舞美・中島早貴とスノーケリングツアーin沖縄本島（中部）3日間の旅（2018年5月18日 - 20日、沖縄本島）[52]
- Ogawa Organic Fes 2018（2018年9月8日、埼玉県立小川げんきプラザ）[53]
- ラグビーワールドカップ2019™ 開催1年前イベント（2018年9月23日、熊谷スポーツ文化公園）[54]

### ライブ
- Hello! Project 20周年記念前夜祭 〜One by One〜「Reader's Theater 〜妄想女子のカフェテラス〜（仮）」（2017年10月25日・26日、コットンクラブ、全4公演うちレイトショー2公演）[55]
- Hello! Project 20th Anniversary!! Hello! Project COUNTDOWN PARTY 2017 〜GOOD BYE & HELLO!〜（2017年12月31日、中野サンプラザ） - MC
- SHIMA・SHIMA Theater〜妄想女子とペンギンちゃん〜（2018年2月6日 - 8日、コットンクラブ / 3月18日、味園ユニバース / 29日、ダイアモンドホール / 全10公演うちレイトショー4公演） - 矢島舞美と共演
- SHIMA・SHIMA Theater〜妄想女子、危機一髪!〜（2018年8月13日 - 18日、コットンクラブ、全9公演うちレイトショー2公演） - 矢島舞美と共演
- Hello! Project 20th Anniversary!! Hello! Project 2018 SUMMER 〜ALL FOR ONE〜（2018年9月1日、広島文化学園HBGホール） - ゲスト出演[56]
- Hello! Project 20th Anniversary!! Hello! Project COUNTDOWN PARTY 2018 〜GOOD BYE & HELLO!〜（2018年12月31日、中野サンプラザ） - MC、ゲスト出演
- Hello! Project 20th Anniversary!! Hello! Project 2019 WINTER 〜YOU & I〜/〜NEW AGE〜（2019年1月2日・6日・12日、中野サンプラザ、計4公演） - ゲスト出演[57]

## 書籍

### 写真集
- NACKY（2009年12月10日、角川グループパブリッシング、撮影：根本好伸）ISBN 978-4-048-95073-2
- W Saki（2011年7月15日、角川グループパブリッシング、撮影：桑島智輝）ISBN 978-4-048-95429-7
- なかさん（2013年2月20日、ワニブックス、撮影：岡本武士）通常版：ISBN 978-4-847-04526-4[58] Amazon限定カバー版：ISBN 978-4-847-04527-1
- N20（2014年2月5日、ワニブックス、撮影：小池伸一郎）ISBN 978-4-847-04618-6[59]

### ムック本
- B.L.T. MOVIE GIRLS vol.3 （2010年9月30日、東京ニュース通信社）ISBN 978-4-863-36112-6

## 参加ユニット
- ℃-ute（2005年 - 2017年）
- 企画ユニット
  - アテナ&ロビケロッツ（2007年 - 2008年）
  - ガーディアンズ4（2009年 - 2010年）
  - DIY♡（2012年 - ）
  - HI-FIN （2013年 - ）
  - かみいしなか かな （2017年 - ）
- シャッフルユニット
  - H.P.オールスターズ（2004年）
  - プッチモニV（2009年 - ）
  - ハロー!プロジェクト モベキマス（2011年）

その他
- Gatas Brilhantes H.P.
- リトルガッタス